# Авл Касцелій
Авл Касцелій (I ст. до н. е.) — визначний правник часів Гая Юлія Цезаря та імператора Октавіана Августа, республіканець.

## Життєпис
Про місце народження Авла Касцелія є мало відомостей. Ймовірно він походив із стану вершників. За політичний переконаннями був противником спочатку триумвірів, а потім й імператорської влади. Був учнем правника Квінта Волузія Муціана. Найбільша посада, якої досяг Касцелій, була квестура. Він відмовився від консульства, яке запропонував йому Август, цінуючи знання Авла Касцелія з права.
Займався вивчення судової практики, з якої надавав поради. У красномовстві перевершував іншого відомого правника Гая Требація Тесту. По себе залишив декілька праць із права (їх об'єднують під назвою «Установи Касцелія»), але дотепер залишилися лише уривки з них. Правницькі роботи Авла Касцелія торкалися як цивільного, так й публічного права, судових випадків.